# Jaime Fillol
Jaime Fillol Durán (Santiago de Chile, 3 de junho de 1946) é um ex-tenista profissional chileno.